# 史托蒙特、鄧達斯和葛蘭蓋瑞聯合縣
斯托蒙特、邓达斯和格伦加里联合县（英語：United Counties of Stormont, Dundas and Glengarry），简称斯托蒙特-邓达斯-格伦加里（Stormont Dundas Glengarry）是加拿大安大略省一個地方行政區，坐落該省東南部聖羅倫斯河沿岸，行政中心位於康沃爾。此縣西南臨利茲和格倫維爾聯合縣，西鄰渥太華市，西北臨普雷斯科特和羅素聯合縣，東面與魁北克省為鄰，東南隔河與美國紐約州對望，面積達3,308.84平方（1,277.55平方英里）。康沃爾市和阿克維薩斯尼原住民保留區地理上皆位於此縣内，並構成同一個人口普查區，但兩者在行政上則獨立於此縣。此聯合縣於1850年由士多蒙縣、登打士縣和己連加利縣合併而成。

## 轄區

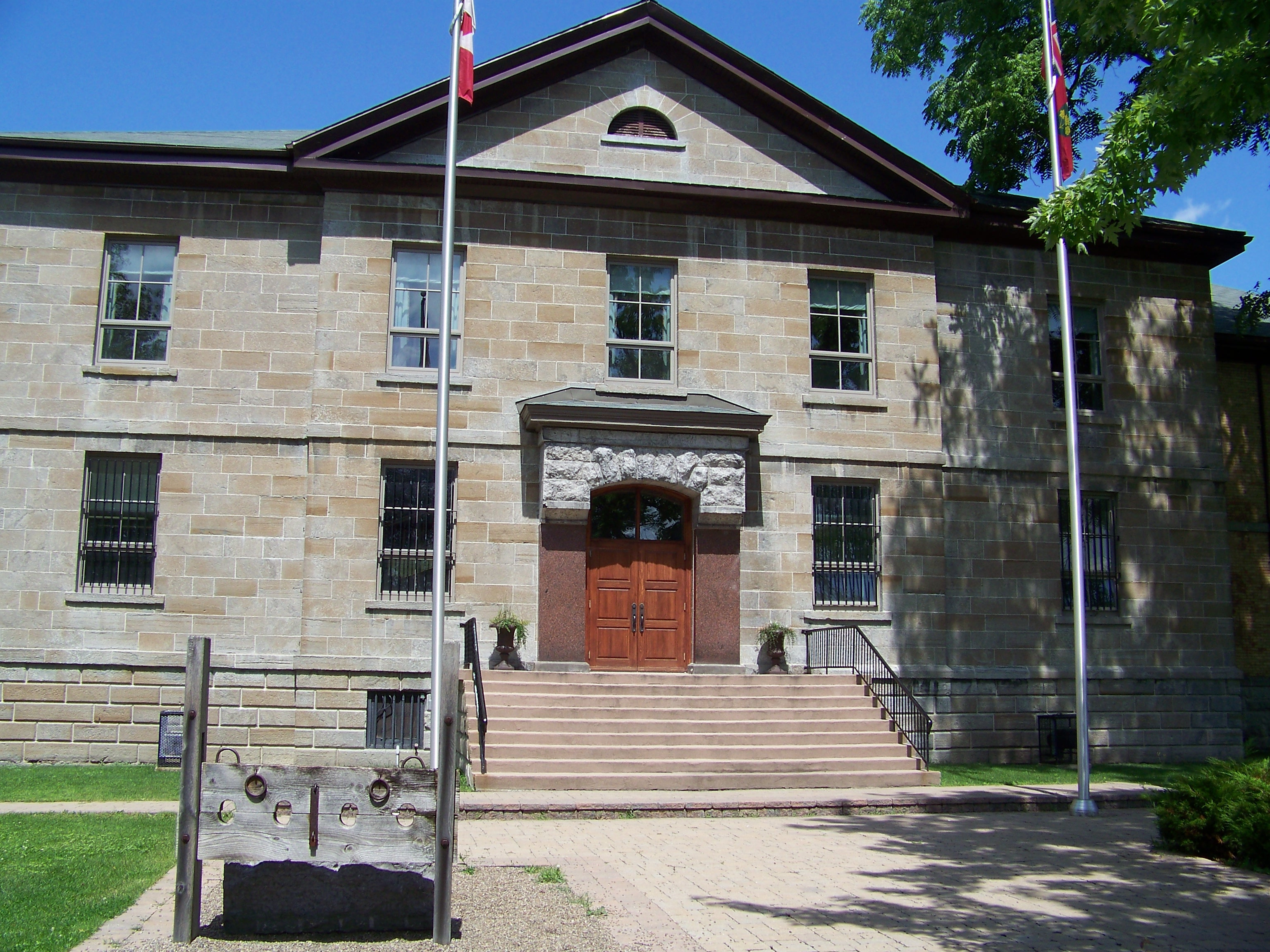
位於康沃爾的士多蒙、登打士和己連加利聯合縣法院大樓

### 市
- 康沃爾（Cornwall）

### 鄉
- 北登打士（North Dundas）
- 北己連加利（North Glengarry）
- 北士多蒙（North Stormont）
- 南登打士（South Dundas）
- 南己連加利（South Glengarry）
- 南士多蒙（South Stormont）

### 原住民保留區
- 阿克維薩斯尼（Akwesasne）

## 人口數據
歷年人口：
- 2001年：109,522
- 1996年：111,301

## 外部連結
- （英文）United Counties of Stormont, Dundas and Glengarry （页面存档备份，存于）－士多蒙、登打士和己連加利聯合縣官方網站